# Národní kriminální úřad
Národní kriminální úřad byl plánovaný úřad Policie České republiky (PČR), který ve své koncepci plánovalo zřídit vedení PČR. Vznik tohoto úřadu byl v Česku plánován na roky 2019-2020 a zahrnoval včlenění Národní centrály proti organizovanému zločinu SKPV (NCOZ SKPV) a rovněž také včlenění i dalších složek kriminální policie.
Bývalý policejní prezident Tomáš Tuhý uvedl, že o vzniku Národního kriminálního úřadu se začalo hovořit již v roce 2008, debata následně pokračovala v roce 2011, v roce 2012 pak padlo rozhodnutí, že vznikne, až pro to budou příhodné podmínky, to se podle něj stalo nyní. Policejní prezident též zmínil, že podobně organizované fungují policejní sbory v jiných státech, cílem sloučení útvarů pak má být efektivnější boj proti kriminalitě. Podle některých médií tak vedení PČR částečně oživilo plány z doby tehdejšího ministra vnitra Ivana Langra, podle nichž měl být tento úřad zřízen a pod jeho střechu pak začleněny jednotlivé útvary. „Naší ambicí je, abychom takto nově vzniklý útvar posadili do jedněch prostor a jednoho areálu, tak aby byly vytvořeny společné kanály včetně řízení nebo operačního střediska.“ popsal Tuhý.